# Rhabdogaster major
Rhabdogaster major är en tvåvingeart som beskrevs av H. Oldroyd 1970. Rhabdogaster major ingår i släktet Rhabdogaster och familjen rovflugor.
Artens utbredningsområde är Kongo. Inga underarter finns listade i Catalogue of Life.